# Museu-Arxiu Doctor Pere Virgili
Museu-Arxiu Doctor Pere Virgili és una casa del municipi de Vilallonga del Camp (Tarragonès) inclosa en l'Inventari del Patrimoni Arquitectònic de Catalunya. Aquest edifici, conegut com a Cal Roso, alberga el Museu-Arxiu dedicat a la figura del Doctor Pere Virgili, nascut a la localitat, i es va inaugurar amb motiu dels 300 anys del seu naixement. A més de l'exposició inclou també l'arxiu municipal de Vilallonga del Camp.

## Edifici
Casa emplaçada en un xamfrà de dos carrers i un carreró, restant només adossada a una altra construcció per una de les façanes. És coberta amb teulada a doble vessant i consta de planta baixa, pis i golfes, amb la major part de les obertures distribuïdes a la façana principal. A la planta baixa hi ha un gran portal d'arc escarser, una porta més petita també d'arc escarser i una finestra quadrangular. Al primer pis, centrat per un balcó, destaca un nínxol que aixopluga la imatge d'una Verge amb el Nen, tot i que l'estructura és la d'una finestra adaptada per a tal fi; l'envolta una decoració pintada que defineix uns plafons geomètrics, els quals potser havien contingut alguna mena d'ornamentació simple. A l'altra banda del balcó hi ha una finestra. Les golfes presenten dues úniques obertures, dos finestrals tancats per arcs escarsers.
La façana lateral que s'emplaça a l'altre carrer presenta poques obertures: a la planta baixa no n'hi ha cap actualment, tot i que sembla que hi havia hagut una porta; al primer pis hi ha un balcó i una finestra, i a les golfes dues finestres d'arc escarser.

## Museu
El 1999 es va fundar el Centre d'Estudis Pere Virgili (1699-1776), considerat el pare de la cirurgia a Espanya, per la creació dels primers col·legis de cirurgia, amb motiu dels 300 anys del seu naixement. L'any 2000 l'Ajuntament va adquirir l'edifici, per dedicar-lo a la figura del metge. L'exposició està dividida en dues plantes:
- La primera està dedicada a l'etnologia, amb els objectes usats pels diversos oficis al segle xviii, com són els de boter i el de minador, així com les activitats preindustrials com els teixits i la fabricació d'aiguardent.[2]

- La segona planta hi ha la sala dedicada al metge Pere Virgili, amb el seu instrumental. La col·lecció és formada per instrumental quirúrgic dels segles XVIII-XIX, motllos de cera utilitzats per anatomia, llibres de medicina o una maqueta del col·legi de Cadis. L'objecte que més crida l'atenció és la reproducció a escala real d'una infermeria d'un vaixell del segle xviii amb tot el seu instrumental.[2]